# Igor Son
Igor Son (16 novembre 1998) è un sollevatore kazako.
Il 24 luglio 2021 ha conquistato la medaglia di bronzo ai Giochi olimpici di Tokyo 2020 nella categoria 61kg sollevando 294 kg.

## Palmarès
- Giochi olimpici

Tokyo 2020: bronzo nei 61 kg.
- Mondiali

Pattaya 2019: argento nei 55 kg.